# يان هان
يان هان (بالصينية: 闫涵) هو متزلج سريع صيني، ولد في 6 مارس 1996 في هاربن في الصين.

## وصلات خارجية
- يان هان على موقع الاتحاد الدولي للتزلج (الإنجليزية)
- يان هان على موقع اللجنة الأولمبية الدولية (الإنجليزية)
- يان هان على موقع أوليمبيديا (الإنجليزية)
- يان هان على موقع اللجنة الأولمبية الصينية (الإنجليزية)